# Deutscher SV Posen
Deutscher SV Posen (DSV) - założony w 1904 roku, niemiecki klub sportowy (wielosekcyjny) w Poznaniu. Powstał jako pierwszy niemiecki klub piłkarski na terenie Poznania. Członkami klubu mogli być tylko Niemcy, niżsi urzędnicy, nauczyciele i rzemieślnicy.
W 1912 roku klub zrzeszał 96 członków.
Działalność zakończył już w wolnej Polsce w 1920 roku.
Reaktywowany rok po rozpoczęciu niemieckiej okupacji. Trwał do 1945 r.

## Inne sekcje
- - atletyka
- - piłka ręczna
- - łyżwiarstwo
- - szermierka (którą później ćwiczono we własnym klubie - Deutscher Fechtclub Posen - Niem. Klub Szermierczy Poznań)

## Sukcesy
- - Mistrz Poznania w latach 1910, 1911, 1912 i 1914.
- - Wicemistrz Warthland (Kraju Warty) w sezonie 1941/42